# Bantzenheim
Bantzenheim je občina v departmaju Haut-Rhin francoske regije Alzacija.
Leta 2007 je v občini živelo 1.642 oseb oz. 77oseb/km².